# マルキ・ド・サドの演出のもとにシャラントン精神病院患者たちによって演じられたジャン＝ポール・マラーの迫害と暗殺

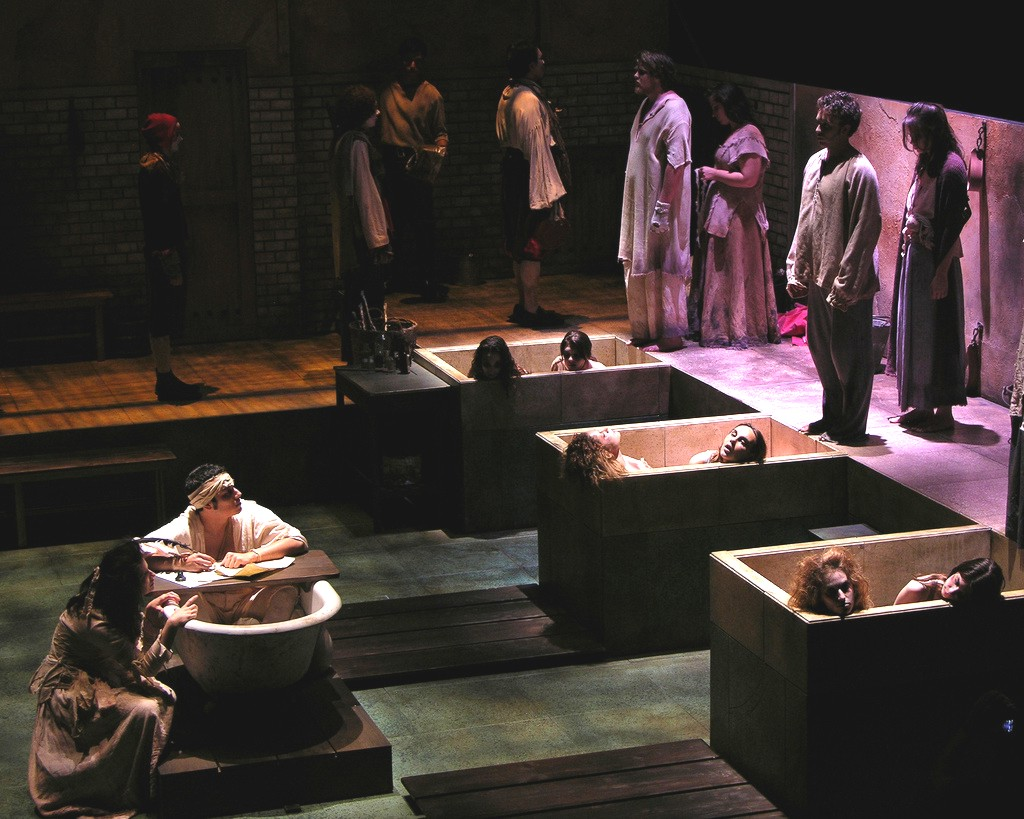
カリフォルニア大学サンディエゴ校における上演（2005年)

『マルキ・ド・サドの演出のもとにシャラントン精神病院患者たちによって演じられたジャン＝ポール・マラーの迫害と暗殺』（独: Die Verfolgung und Ermordung Jean Paul Marats dargestellt durch die Schauspielgruppe des Hospizes zu Charenton unter Anleitung des Herrn de Sade ）は、ペーター・ヴァイスの戯曲。1964年4月29日、ベルリン・シラー劇場にて初演（コンラート・スウィナルスキ演出）。題名が長いためしばしば『マラー/サド』(Marat/Sade) と略される。
全体が劇中劇のかたちで提示される実験的な作品であり、フランス革命期の過激な共和主義者ジャン＝ポール・マラーが浴槽でシャルロット・コルデーに刺殺された出来事（1793年7月13日）を、1808年7月13日、シャラントン精神病院にて、自身入院患者であったマルキ・ド・サド侯爵が患者たちを使って上演している、という設定である。シャラントン精神病院は当時、所長のクールミエによって、精神治療の一環として実際に患者による演劇が実施されており、またサドも実際に1803年から1814年までここに入院し劇の台本を書いていた。ただしマラーについての劇を書いたという事実はない。
精神病院の大きな浴室が舞台であり、大勢の看護人たちに監視される形で劇中劇の上演が行われ、途中で脚本家サドによる指示が入る場面もある。全体は2場からなり、第一場でマラーの生い立ちから革命家を志すまでの経緯が、第二場では国民公会におけるマラーの弾劾演説、サドとの対話（史実にはない。またこのサドはサド自身が演じるという設定）、コルデーによるマラーの刺殺とナポレオン時代の到来が描かれる。戯曲全体の主題は、全体主義者として描かれるマラーと徹底的な個人主義者であるサドとの思想的な対決にあるが、患者たちの監督者でありナポレオン体制の体現者である所長クールミエがしばしば劇を中断させ、最後は患者たちがナポレオンを讃えながら狂乱状態に陥る場面で終わる。この最後の狂乱の場面は後に患者たちがナポレオンを讃える合唱に改められている。
作者のヴァイス自身は執筆当時、サドでもマラーでもない第三の政治的立場を模索していたが、のちにはマラーの立場を肯定的に描いた東ドイツの演出を肯定的に捉えてもいる。この戯曲は1966年、アメリカのトニー賞演劇部門を受賞した。1967年にピーター・ブルックによって映画化もされている。
このほかにも、イタリアの精神障害者らによる演劇集団「アルテ・エ・サルーテ」と日本の精神保健医療従事者の共同制作によるバージョンが存在し、2018年には同劇団による来日公演が行われた。
2020年の公演は新型コロナウイルスの蔓延により延期され、2021年の公演は同様の理由からイタリア側の来日ができないため、イタリアで収録した同作を日本で上映する形が取られた。

## 日本語訳
- マラーの迫害と暗殺（岩淵達治、内垣啓一訳、1967年、白水社）

## 映画
1964年のロイヤル・シェイクスピア・カンパニーによる舞台をきっかけに、この舞台を手がけた演出家ピーター・ブルックの監督で1967年に映画化された。原題はThe Persecution and Assassination of Jean-Paul Marat as Performed by the Inmates of the Asylum of Charenton Under the Direction of the Marquis de Sade。出演はパトリック・マギー（マルキ・ド・サド）、イアン・リチャードソン（ジャン＝ポール・マラー）、グレンダ・ジャクソン（シャルロット・コルデー）など。ブルックはこの作品でナストロ・ダルジェント賞の最優秀外国人監督賞を受賞しており、ロカルノ国際映画祭でもスペシャル・メンションを受けた。なお、この映画の日本語訳題は日本公開映画の中で最も長いタイトル（サブタイトルを含めない場合）として知られる。